# 洪錫中

洪錫中（1941年—），朝鮮著名作家，是小說家洪命熹的孫子。
洪錫中出生於日治時期京城（今韓國首爾），在第二次世界大戰中遷徙至朝鮮民主主義人民共和國，加入朝鮮人民軍海軍艦隊，並獲得了金日成綜合大學的文學學位。著名作品有反映朝鮮王朝中宗時期著名妓生黃真伊的歷史小說《黃真伊》。